# Gottfried Raaff

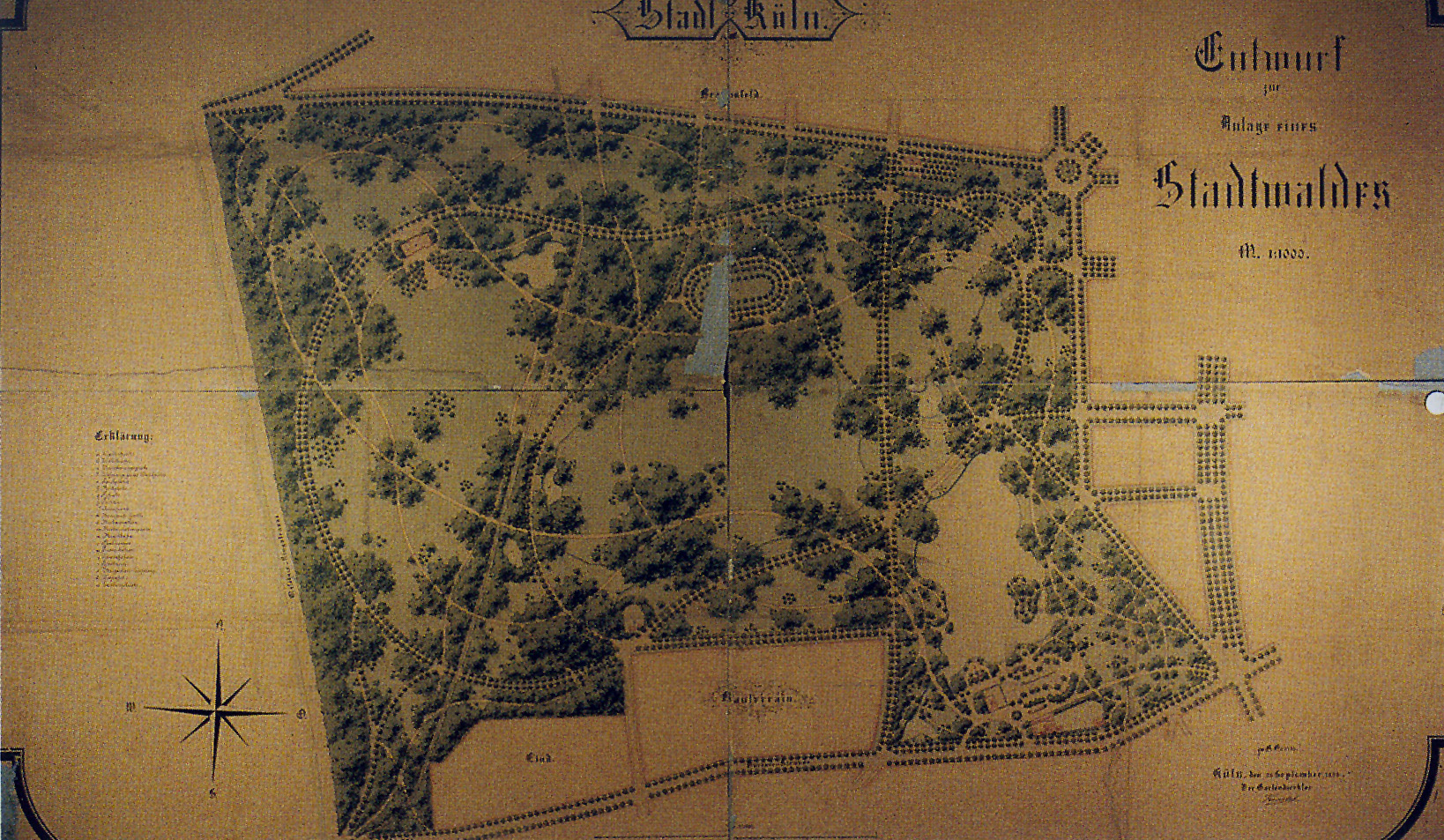
Entwurf des Kölner Stadtwaldes von Adolf Kowallek 1895

Gottfried Raaff (* März 1750 in Poppelsdorf bei Bonn; † 6. August 1851 ebenda) war ein deutscher Gartenkünstler.

## Leben
Gottfried Raaff wurde durch den kurfürstlichen Gärtner des Poppelsdorfer Schlosses in Dienst genommen und in der Gärtnerei ausgebildet. Im Sommer wurde er praktisch und im Winter in Lesen und Schreiben ausgebildet. Sein Lehrherr unterrichtete ihn auch im Zeichnen, so dass er den Grundriss eines Gartens auf Papier zeichnen konnte und er erlernte wie die verschiedenen Pflanzen und Gewächse unterschieden und eingeteilt werden konnten. Nach wenigen Jahren diente er im Bereich der kurfürstlichen Gartenanlagen als Gehilfe des Obergärtners.

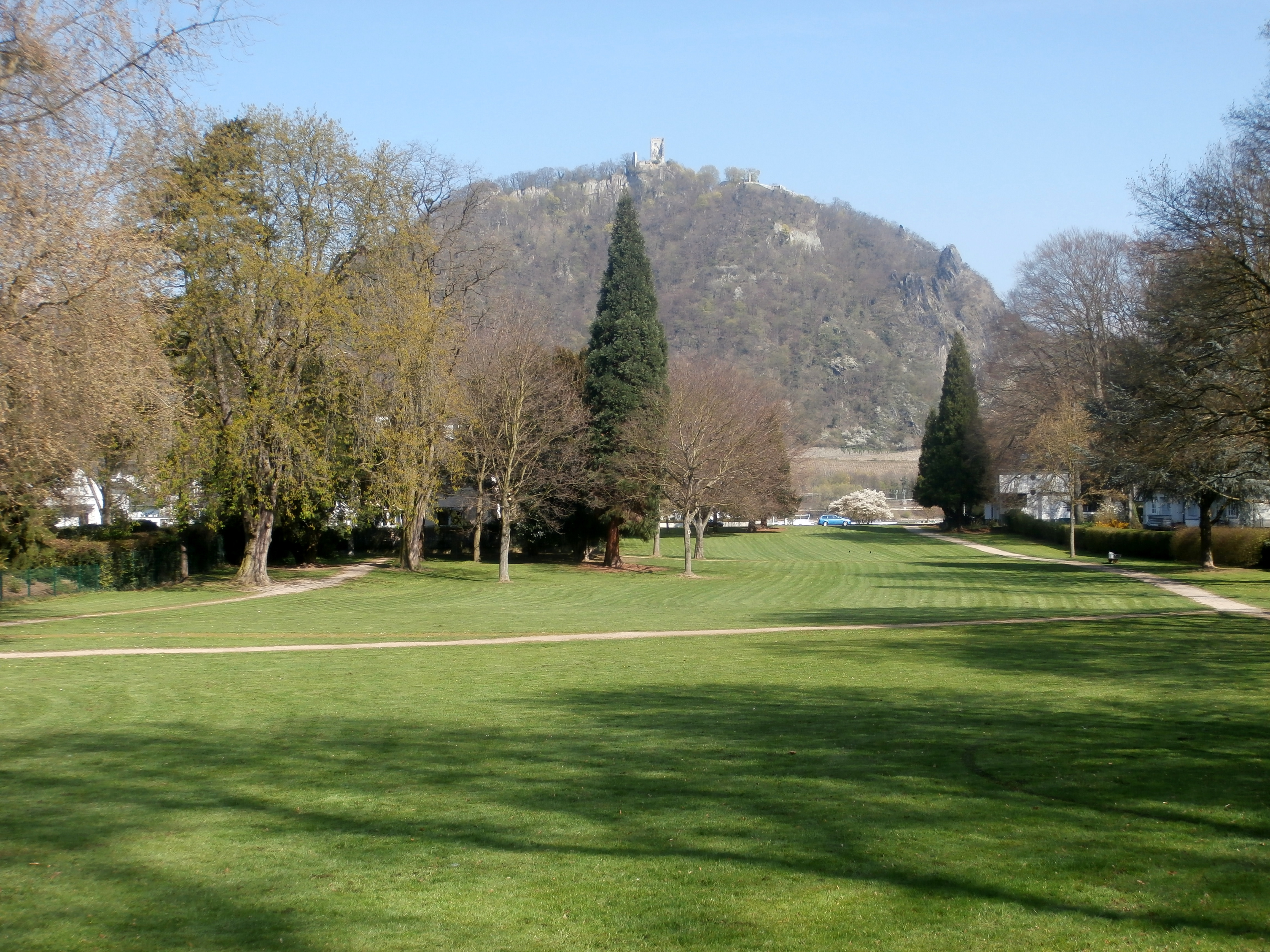
Drachensteinpark mit Blick auf den Drachenfels

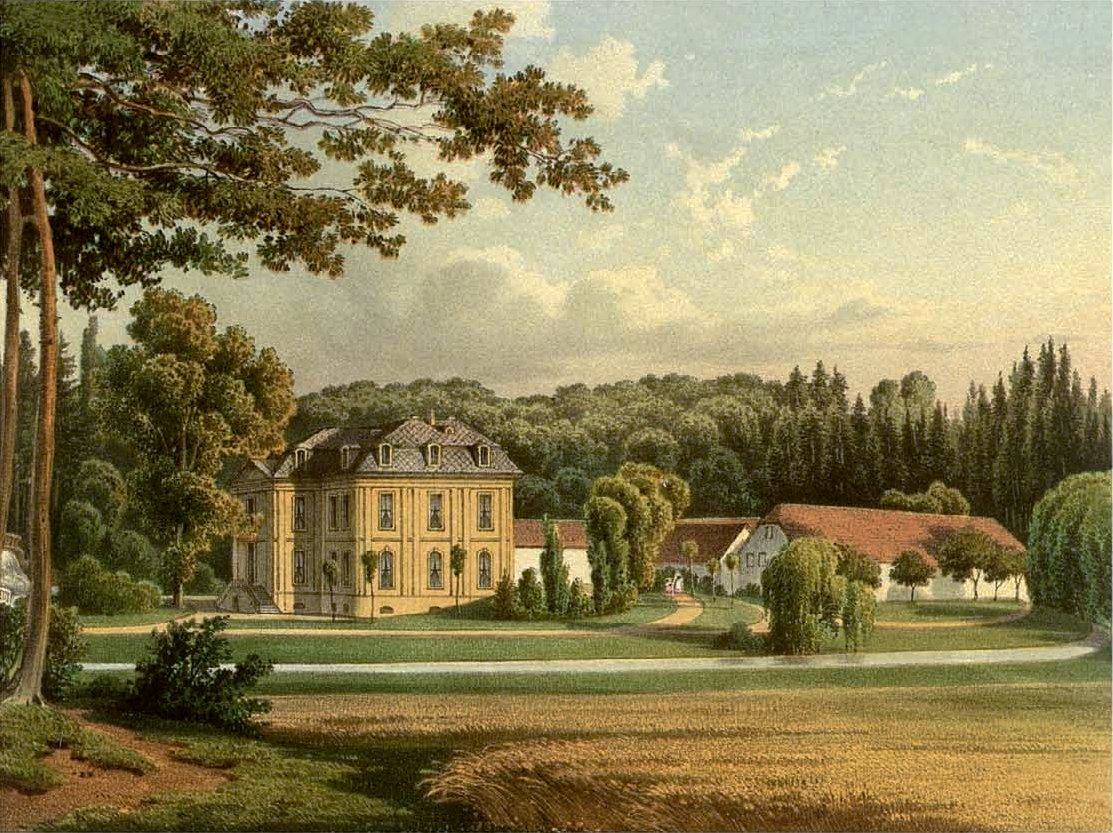
Schloss Morsbroich zwischen 1857 und 1883

Weil er seine eigenen Gedanken umsetzen wollte, ging er in den Dienst mehrerer reichen Grundherren, zuletzt in den Dienst des Kölner Bankiers Abraham Schaaffhausen, der einige bedeutende Güter besaß und einige Schlösser erworben hatte, deren Parkanlagen verfallen oder veraltet waren.
Gottfried Raaff schuf die Anlagen in Blittersdorf bei Mehlem (heute: Drachensteinpark) und die Gärten und Parks bei der Kitschburg, aus denen später Adolf Kowallek den heutigen Kölner Stadtwald gestaltete. Der Garten in Blittersdorf wurde so angelegt, dass der Landschaftsgarten den Blick auf das Panorama des Siebengebirges lenkt und im Blickfang der Drachenfels auf der gegenüberliegenden Rheinseite liegt. 
Abraham Schaaffhausen erwarb 1817/1818 das Schloss Morsbroich und Gottfried Raaff überwachte das Anlegen und Gestalten des dazugehörigen Schlossparks. 
Gottfried Raaff war verheiratet mit einer Frau aus Poppelsdorf, gemeinsam hatten sie drei Söhne, von denen ihn einer überlebte. 
Sein Nachruf wurde von dem Heimatschriftsteller Wilhelm von Waldbrühl verfasst. 